# Powiat Kościański
Der Powiat Kościański ist ein Powiat (Kreis) in der polnischen Woiwodschaft Großpolen. Der Powiat hat eine Fläche von 722,5 km², auf der etwa 79.200 Einwohner leben.

## Gemeinden
Der Powiat hat fünf Gemeinden, davon eine Stadtgemeinde, drei Stadt-und-Land-Gemeinden und eine Landgemeinde.

### Stadtgemeinde
- Kościan (Kosten)

### Stadt-und-Land-Gemeinden
- Czempiń (Czempin)
- Krzywiń (Kriewen)
- Śmigiel (Schmiegel)

### Landgemeinde
- Kościan